# Santa Claus Is Coming to Town
《Santa Claus Is Coming to Town》(샌터클로즈 이즈 커밍 투 타운)은 헤븐 질레스피 작사, 프레드 쿠츠 작곡의 크리스마스 노래이며, 1934년 11월, 에디 캔터의 라디오 쇼에서 처음 불렸다. 한국어 가사에서는 "울면 안 돼"로 시작한다. 24시간 내에 30,000개 이상의 레코드, 500,000본의 악보 주문과 더불어 즉각적인 히트를 쳤다. 조지 홀과 그의 오케스트라가 만든 블루버드 레코드 버전(서니 스카일러 보컬)은 1934년 매우 큰 인기를 끌었고 당일 다양한 차트를 달성했다. 이 노래는 빙 크로스비, 앤드루스 시스터스, 크리스탈스, 머라이어 캐리, 브루스 스프링스틴, 프랭크 시나트라, 크리스 아이작, 마이클 부블레, 잭슨 5 등 200명 이상의 아티스트에 의해 녹음되었다.

## 멜로디와 가사
헤이븐 길레스피(Haven Gillespie)의 가사는 "조심하는 게 좋을 거야, 울지 않는 게 좋을 거야 / 입술을 뿌루퉁 내밀지 않는 것이 좋을 거야, 그 이유를 말하자면 / 산타 클로스가 마을로 오기 때문이지."(You'd better watch out, better not cry / You'd better not pout, I'm telling you why / Santa Claus is coming to town)로 시작한다. 한국어 번역 가사는 "울면 안 돼 / 울면 안 돼 / 산타 할아버지는 우는 아이에게 선물을 안 주신대"로 시작한다.
대공황이 한창일 때 캔터의 원래 공연, 방송은 이 노래의 표준판에는 없는 절들이 포함되었는데, 청취자들이 자선을 베풀도록, 또 크리스마스에 불우이웃을 돕도록 격려하였다.